# Павел I Шубич
Павел I Шубич (на хърватски: Pavao I Šubić Bribirski; ок.1245 – 1312) е бан на Хърватия (1275 – 1312) и на Босна (1305 – 1312).

## Живот
Годината му на раждане не е известна, но вероятно около 1245 г. За първи път се споменава в документ от 1272 г., където е наречен „княз на Брибир“.
Използвайки вътрешните проблеми на Унгарското кралство в този период, той разпростира властта си из крайбрежните земи, поставяйки за градоначалници свои роднини. Той самият се обявява за „господар на Босна“ през 1299 г., поверявайки нейното управление на по-малкия си брат Младен I Шубич. Но през юни 1304 г. Младен I Шубич, който междувременно предприел преследвания срещу Босненската църква, е убит от поддръжниците на отстранения Стефан I Котроманич и в отговор Павел Шубич повежда войските си, за да възстанови властта си там. В резултат през 1305 г. се провъзгласява отново за „господар на цяла Босна“ („totius Bosniae dominus“).
След смъртта на Павел I Шубич през 1312 г. негов наследник става синът му Младен II Шубич.

## Фамилия
Павел Шубич бил женен за Урсула Неманич, дъщеря на сръбския крал Стефан Драгутин. От брака им се раждат:
- Младен II Шубич (ок.1270 – 1341)
- Джурадж II Брибирски (1290 – 1328), брибирски княз
- Павел II (1295 – 1346), трогирски княз
- Гъргур IV
- Марко IV